# De Sataniske Ritualer
 Der er for få eller ingen kildehenvisninger i denne artikel, hvilket er et problem. Du kan hjælpe ved at angive troværdige kilder til de påstande, som fremføres i artiklen.

De Sataniske Ritualer er en bog fra 1972 af Anton LaVey. Den fungerer som et tilbehør til Satans bibel, som det forventes, at læseren har læst. I De Sataniske Ritualer uddybes den sataniske filosofi på de første sider, men hovedparten af bogen er forskellige ritualer.
Ritualerne er alle profane og tager forskellige emner op - f.eks. handler Le Messe Noir (sort messe) om, at rense kristendommen - eller en anden religion - ud af kroppen. Der er altså tale om et psykologisk værktøj præsenteret i religiøse klæder.
Det er meningen, at man udfører ritualerne i en gruppe, men de kan med lidt tilpasninger udføres alene. 
Anton LaVey mente, at det var ekstremt vigtigt for mennesket at opleve religiøse fantasier, fordi det er en naturlig del af mennesket. Ligesom man ikke skal forsage sine andre menneskelige egenskaber, men acceptere og leve med dem, skal man ikke undertrykke sin trang til religiøse handlinger. 
LaVey kombinerer altså det psykologiske værktøj psykodramaet med (valgfri) religiøs symbolik og mener dermed at skabe det mest effektive rum for menneskelig selvudvikling.
Selvom man godt ved, at der er tale om en "leg", siger LaVey, må man alligevel skubbe sin skepticisme væk inden ritualet så man kan leve sig så meget ind i rollen som muligt. På denne måde får man mest ud af sine anstrengelser.
Alle ritualerne i Satans bibel og De Sataniske Ritualer kan tilpasses som man lyster - andre guder kan påkaldes, andre vers reciteres og andre rekvisitter kan bruges. LaVey anbefaler dog, at man følger strukturen rimelig præcist, da alle religiøse ritualer har samme opbygning - LaVey mener, at der må være en grund til dette. Grunden må være, at det er dén form, der tiltaler mennesket mest, siden den er brugt i alle kulturer verden over.